# Jesud ha-Ma’ala
Jesud ha-Ma’ala (hebr. יסוד המעלה; oficjalna pisownia w ang. Yesud HaMa'ala) – samorząd lokalny położony w Dystrykcie Północnym, w Izraelu.

## Położenie
Miasteczko położone w samym centrum Doliny Hula, w Galilei.

## Demografia
Zgodnie z danymi Izraelskiego Centrum Danych Statystycznych w 2006 roku w osadzie żyło 16,9 tys. mieszkańców, wszyscy Arabowie.
Populacja osady pod względem wieku (dane z 2006):
| Wiek (w latach) | Procent populacji w % |
| --------------- | --------------------- |
| 0-4             | 9,2%                  |
| 5-9             | 8,1%                  |
| 10-14           | 8,1%                  |
| 15-19           | 8,8%                  |
| 20-29           | 13,8%                 |
| 30-44           | 19,6%                 |
| 45-59           | 19,1%                 |
| ponad 60        | 13,4%                 |

Źródło danych: Central Bureau of Statistics.

## Historia
Jesud ha-Ma’ala zostało założone w 1883, jako pierwsza współczesna żydowska osada w Dolinie Hula. W pierwszych latach osiedlali się tutaj przeważnie imigranci z Rosji.

## Galeria

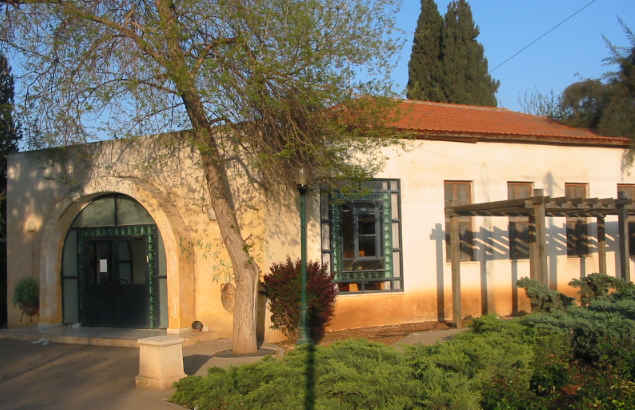
Synagoga w Jesud ha-Ma’ala.